# Ramón Nocedal Romea
Ramón Nocedal Romea (Madrid, 1842. december 31. – Madrid, 1907. április 1.) spanyol katolikus ultrakonzervatív politikus. Az elsők között csatlakozott a spanyol újkatolikusokhoz, majd a karlizmushoz és végül a spanyol integrizmushoz. Ez utóbbi vezetőjeként (1888–1907) és a katolikus fundamentalizmus fő képviselőjeként ismert.

## Életrajz
Ramón Ignacio Nocedal Romea előkelő és jómódú madridi családba született. Apai nagyapja José Maria Nocedal Capetillo, aki feltörekvő liberális burzsoázia tagja volt (1844-ben beválasztották a szenátusba). Ramón édesapja, Candido Manuel Patricio Nocedal Rodriguez de la Flor (1821-1885) a Partido Moderado egyik kulcsfontosságú politikusa volt, sokáig parlamenti képviselője és rövid ideig (1856-1857) belügyminiszter. Ramón édesanyja, Manuela del Pilar Zoila Romea Yanguas (1824-1875), Mariano Romea radikális liberális lánya volt. Anyai nagybátyja, Julian Romea Yanguas korának egyik legismertebb spanyol színésze volt, nagynénje, Joaquina Romea Yanguas feleségül ment Luis Gonzalez Bravóhoz.
Ramón 1873-ban feleségül vette Amalia Mayo Albertet (1853-1922). A nő támogatta őt a politikai döntéseiben.